# Sospesa ad un filo/Luce
Sospesa ad un filo / Luce è il terzo singolo su 7" de i Corvi pubblicato nel 1967 dalla Ariston Records. Il brano della facciata A è il rifacimento italiano di I Had Too Much to Dream (Last Night) di The Electric Prunes.

## Tracce
Lato A
1. Sospesa a un filo (I Had Too Much to Dream) – 2:37 (testo: Franco Califano, Nisa – musica: Annette Tucker)

Lato B
1. Luce – 2:30 (Alberto Salerno, Massimo Salerno)